# Gräsbäcktjärnarna (Bodums socken, Ångermanland, 710668-152738)
Gräsbäcktjärnarna är en sjö i Strömsunds kommun i Ångermanland och ingår i Ångermanälvens huvudavrinningsområde.